# Goiás Esporte Clube
Il Goiás Esporte Clube, noto anche semplicemente come Goiás, è una società calcistica brasiliana con sede nella città di Goiânia, capitale dello stato del Goiás. Milita in Série B, la seconda serie del campionato brasiliano di calcio.

## Storia
Il 6 aprile 1943, in un incontro tra amici nella casa di Lino Barsi, fu fondato il Goiás Esporte Clube. Nel 1973, la squadra fu promossa per la prima volta nella massima divisione del Campeonato Brasileiro.
Nel 1998, la squadra si è unita al Clube dos 13 (il Clube dos 13 è un'organizzazione composta dalle più grandi squadre del Brasile). Ha vinto il Campeonato Brasileiro Série B nel 1999 e nel 2012.

## Palmarès

### Competizioni nazionali
- Campeonato Brasileiro Série B: 2

1999, 2012

### Competizioni regionali
- Copa Centro-Oeste: 3

2000, 2001, 2002
- Copa Verde: 1

2023

### Competizioni statali
- Campionato Goiano: 28

1966, 1971, 1972, 1975, 1976, 1981, 1983, 1986, 1987, 1989, 1990, 1991, 1994, 1996, 1997, 1998, 1999, 2000, 2002, 2003, 2006, 2009, 2012, 2013, 2015, 2016, 2017, 2018

### Altri piazzamenti
- Campionato brasiliano:

Terzo posto: 2005
- Campeonato Brasileiro Série B:

Secondo posto: 1994, 2018, 2021
- Coppa del Brasile:

Finalista: 1990
Semifinalista: 1989, 2003, 2013
- Campionato Goiano:

Secondo posto: 1951, 1953, 1973, 1974, 1978, 1980, 1982, 1985, 1988, 1992, 1993, 2001, 2005, 2007, 2008, 2011, 2014
- Coppa Sudamericana:

Finalista: 2010
- Copa Verde:

Finalista: 2025

## Organico

### Rosa 2024
| N. |                      | Ruolo | Calciatore        |
| -- | -------------------- | ----- | ----------------- |
|    | Brasile (bandiera)   | D     | Sidnei            |
| 2  | Uruguay (bandiera)   | D     | Juan Pintado      |
| 3  | Brasile (bandiera)   | D     | David Duarte      |
| 4  | Brasile (bandiera)   | D     | Iago Mendonça     |
| 5  | Brasile (bandiera)   | C     | Breno             |
| 6  | Brasile (bandiera)   | D     | Caju              |
| 7  | Brasile (bandiera)   | A     | Mike              |
| 8  | Brasile (bandiera)   | A     | Lucão             |
| 9  | Brasile (bandiera)   | A     | Matheus Babi      |
| 10 | Brasile (bandiera)   | A     | Índio             |
| 11 | Argentina (bandiera) | A     | Keko Villalva     |
| 12 | Brasile (bandiera)   | C     | Willian Oliveira  |
| 13 | Brasile (bandiera)   | D     | Bruno Santos      |
| 15 | Brasile (bandiera)   | D     | Heron             |
| 16 | Brasile (bandiera)   | C     | Aloísio           |
| 17 | Brasile (bandiera)   | C     | Shaylon           |
| 20 | Colombia (bandiera)  | C     | Sebastián Salazar |
| 21 | Brasile (bandiera)   | D     | Daniel Oliveira   |
| 22 | Perù (bandiera)      | A     | Kevin Quevedo     |
| 23 | Brasile (bandiera)   | D     | Danilo Barcelos   |

| N. |                    | Ruolo | Calciatore        |
| -- | ------------------ | ----- | ----------------- |
| 25 | Brasile (bandiera) | C     | Ian Luccas        |
| 27 | Brasile (bandiera) | D     | Fábio Sanches     |
| 29 | Brasile (bandiera) | C     | Gilberto Júnior   |
| 30 | Brasile (bandiera) | C     | Sandro            |
| 31 | Brasile (bandiera) | A     | Victor Andrade    |
| 32 | Brasile (bandiera) | D     | Taylon            |
| 33 | Brasile (bandiera) | D     | Edílson           |
| 45 | Brasile (bandiera) | A     | João Magno        |
| 55 | Brasile (bandiera) | C     | Henrique Lordelo  |
| 56 | Brasile (bandiera) | C     | Ratinho           |
| 70 | Brasile (bandiera) | A     | Vinícius Lopes    |
| 77 | Brasile (bandiera) | A     | Allano            |
| 80 | Brasile (bandiera) | C     | Miguel Figueira   |
| 88 | Brasile (bandiera) | A     | Luiz Henrique     |
| 91 | Brasile (bandiera) | A     | Henrique Almeida  |
| 94 | Brasile (bandiera) | P     | Matheus Alves     |
| 95 | Brasile (bandiera) | A     | Douglas Baggio    |
| 96 | Brasile (bandiera) | A     | Kaio              |
|    | Brasile (bandiera) | C     | Eduardo           |
|    | Brasile (bandiera) | C     | Anderson Oliveira |

### Rosa 2023
| N. |                      | Ruolo | Calciatore        |
| -- | -------------------- | ----- | ----------------- |
|    | Brasile (bandiera)   | D     | Sidnei            |
| 2  | Uruguay (bandiera)   | D     | Juan Pintado      |
| 3  | Brasile (bandiera)   | D     | David Duarte      |
| 4  | Brasile (bandiera)   | D     | Iago Mendonça     |
| 5  | Brasile (bandiera)   | C     | Breno             |
| 6  | Brasile (bandiera)   | D     | Caju              |
| 7  | Brasile (bandiera)   | A     | Mike              |
| 8  | Brasile (bandiera)   | A     | Lucão             |
| 9  | Brasile (bandiera)   | A     | Matheus Babi      |
| 10 | Brasile (bandiera)   | A     | Índio             |
| 11 | Argentina (bandiera) | A     | Keko Villalva     |
| 12 | Brasile (bandiera)   | C     | Willian Oliveira  |
| 13 | Brasile (bandiera)   | D     | Bruno Santos      |
| 15 | Brasile (bandiera)   | D     | Heron             |
| 16 | Argentina (bandiera) | C     | Ariel Cabral      |
| 17 | Brasile (bandiera)   | C     | Shaylon           |
| 20 | Colombia (bandiera)  | C     | Sebastián Salazar |
| 21 | Brasile (bandiera)   | D     | Daniel Oliveira   |
| 22 | Perù (bandiera)      | A     | Kevin Quevedo     |
| 23 | Brasile (bandiera)   | D     | Danilo Barcelos   |

| N. |                    | Ruolo | Calciatore        |
| -- | ------------------ | ----- | ----------------- |
| 27 | Brasile (bandiera) | D     | Fábio Sanches     |
| 29 | Brasile (bandiera) | C     | Gilberto Júnior   |
| 30 | Brasile (bandiera) | C     | Sandro            |
| 31 | Brasile (bandiera) | A     | Victor Andrade    |
| 32 | Brasile (bandiera) | D     | Taylon            |
| 33 | Brasile (bandiera) | D     | Edílson           |
| 45 | Brasile (bandiera) | A     | João Magno        |
| 55 | Brasile (bandiera) | C     | Henrique Lordelo  |
| 56 | Brasile (bandiera) | C     | Ratinho           |
| 70 | Brasile (bandiera) | A     | Vinícius Lopes    |
| 77 | Brasile (bandiera) | A     | Allano            |
| 80 | Brasile (bandiera) | C     | Miguel Figueira   |
| 88 | Brasile (bandiera) | P     | Marcelo Rangel    |
| 91 | Brasile (bandiera) | A     | Henrique Almeida  |
| 94 | Brasile (bandiera) | P     | Matheus Alves     |
| 95 | Brasile (bandiera) | A     | Douglas Baggio    |
| 96 | Brasile (bandiera) | A     | Kaio              |
|    | Brasile (bandiera) | C     | Eduardo           |
|    | Brasile (bandiera) | C     | Anderson Oliveira |

### Rosa 2020
| N. |                      | Ruolo | Calciatore        |
| -- | -------------------- | ----- | ----------------- |
|    | Brasile (bandiera)   | D     | Sidnei            |
| 2  | Uruguay (bandiera)   | D     | Juan Pintado      |
| 3  | Brasile (bandiera)   | D     | David Duarte      |
| 4  | Brasile (bandiera)   | D     | Iago Mendonça     |
| 5  | Brasile (bandiera)   | C     | Breno             |
| 6  | Brasile (bandiera)   | D     | Caju              |
| 7  | Brasile (bandiera)   | A     | Mike              |
| 8  | Brasile (bandiera)   | A     | Lucão             |
| 9  | Brasile (bandiera)   | A     | Rafael Moura      |
| 10 | Brasile (bandiera)   | A     | Índio             |
| 11 | Argentina (bandiera) | A     | Keko Villalva     |
| 13 | Brasile (bandiera)   | D     | Jefferson         |
| 15 | Brasile (bandiera)   | D     | Heron             |
| 16 | Argentina (bandiera) | C     | Ariel Cabral      |
| 17 | Brasile (bandiera)   | C     | Shaylon           |
| 20 | Colombia (bandiera)  | C     | Sebastián Salazar |
| 21 | Brasile (bandiera)   | D     | Daniel Oliveira   |
| 22 | Perù (bandiera)      | A     | Kevin Quevedo     |
| 23 | Brasile (bandiera)   | P     | Tadeu             |

| N. |                    | Ruolo | Calciatore       |
| -- | ------------------ | ----- | ---------------- |
| 27 | Brasile (bandiera) | D     | Fábio Sanches    |
| 29 | Brasile (bandiera) | C     | Gilberto Júnior  |
| 30 | Brasile (bandiera) | C     | Sandro           |
| 31 | Brasile (bandiera) | A     | Victor Andrade   |
| 32 | Brasile (bandiera) | D     | Taylon           |
| 33 | Brasile (bandiera) | D     | Edílson          |
| 55 | Brasile (bandiera) | C     | Henrique Lordelo |
| 56 | Brasile (bandiera) | C     | Ratinho          |
| 70 | Brasile (bandiera) | A     | Vinícius Lopes   |
| 77 | Brasile (bandiera) | D     | Vidal            |
| 80 | Brasile (bandiera) | C     | Miguel Figueira  |
| 88 | Brasile (bandiera) | P     | Marcelo Rangel   |
| 91 | Brasile (bandiera) | A     | Henrique Almeida |
| 94 | Brasile (bandiera) | P     | Matheus Alves    |
| 95 | Brasile (bandiera) | A     | Douglas Baggio   |
| 96 | Brasile (bandiera) | A     | Kaio             |
| 99 | Brasile (bandiera) | A     | Fernandão        |
|    | Brasile (bandiera) | C     | Eduardo          |
|    | Brasile (bandiera) | C     | Léo Sena         |

### Rosa 2010
| N. |                    | Ruolo | Calciatore          |
| -- | ------------------ | ----- | ------------------- |
|    | Brasile (bandiera) | P     | Harlei              |
|    | Brasile (bandiera) | P     | Rodrigo Calaça      |
|    | Brasile (bandiera) | P     | Roberto             |
|    | Brasile (bandiera) | D     | João Paulo          |
|    | Brasile (bandiera) | D     | Ernando             |
|    | Brasile (bandiera) | D     | Augusto             |
|    | Brasile (bandiera) | D     | Valmir Lucas        |
|    | Brasile (bandiera) | D     | Marcão              |
|    | Brasile (bandiera) | D     | Rafael Tolói        |
|    | Brasile (bandiera) | C     | Wendel Santana      |
|    | Brasile (bandiera) | C     | Douglas             |
|    | Brasile (bandiera) | C     | Régis               |
|    | Brasile (bandiera) | C     | Wellington Saci     |
|    | Brasile (bandiera) | C     | Jadílson            |
|    | Brasile (bandiera) | C     | Wellington Monteiro |
|    | Brasile (bandiera) | C     | Rafael Medeiros     |
|    | Brasile (bandiera) | C     | Fábio Bahia         |

| N. |                    | Ruolo | Calciatore      |
| -- | ------------------ | ----- | --------------- |
|    | Brasile (bandiera) | C     | Amaral          |
|    | Brasile (bandiera) | C     | Bruno           |
|    | Brasile (bandiera) | C     | Rithely         |
|    | Brasile (bandiera) | C     | Túlio           |
|    | Brasile (bandiera) | A     | Wendell         |
|    | Brasile (bandiera) | A     | Guilherme       |
|    | Brasile (bandiera) | A     | Romerito        |
|    | Brasile (bandiera) | A     | Mateus          |
|    | Brasile (bandiera) | A     | Deyvid Sacconi  |
|    | Brasile (bandiera) | A     | Fernandão       |
|    | Brasile (bandiera) | A     | Felipe          |
|    | Brasile (bandiera) | A     | Johnathan       |
|    | Brasile (bandiera) | A     | Marcus Vinícius |
|    | Brasile (bandiera) | A     | Rafael Moura    |
|    | Brasile (bandiera) | A     | Éverton Santos  |
|    | Brasile (bandiera) | A     | Daniel Lovinho  |
|    | Cile (bandiera)    | A     | Ángel Rojas     |